# Borgerpligt
Borgerpligter er de pligter, som borgerne i et samfund har, alene i kraft at de er borgere. Sådanne pligter kan eksistere som formelle pligter eller som underliggende sociale normer. Borgerpligterne kan ses som et modstykke til de borgerlige rettigheder.
I Danmark omfatter borgerpligterne:
- Skattebetaling
- Værnepligt
- Undervisningspligt
- Borgerligt ombud (eller blot ombud): Bl.a. pligt til at deltage som kommunalbestyrelsesmedlem, nævning eller domsmand.

Pligten til at overholde lovene betragtes almindeligvis ikke som en borgerpligt, men følger snarere af at lovene er love.